# Green (album, Steve Hillage)
Green je čtvrté sólové studiové album britského kytaristy Stevea Hillage, vydané v roce 1978 u vydavatelství Virgin Records. Nahrávání probíhalo od prosince předchozího roku do února, o produkci se staral Hillage spolu s Nickem Masonem a o zvuk John Wood.

## Seznam skladeb
| Pořadí | Název                       | Délka |
| ------ | --------------------------- | ----- |
| 1.     | Sea Nature                  | 6:43  |
| 2.     | Ether Ships                 | 5:02  |
| 3.     | Musik of the Trees          | 4:53  |
| 4.     | Palm Trees (Love Guitar)    | 5:19  |
| 5.     | Unidentified (Flying Being) | 4:30  |
| 6.     | U.F.O. Over Paris           | 3:11  |
| 7.     | Leylines to Glassdom        | 4:06  |
| 8.     | Crystal City                | 3:36  |
| 9.     | Activation Meditation       | 1:03  |
| 10.    | The Glorious Om Riff        | 7:46  |

## Obsazení
- Steve Hillage – kytara, zpěv, syntezátor, kytarový syntezátor
- Miquette Giraudy – syntezátor, vokodér, zpěv
- Curtis Robertson, Jr. – baskytara
- Joe Blocker – bicí
- Nick Mason – bicí v „Leylines to Glassdom“